# Sinksenfoor (Antwerpen)

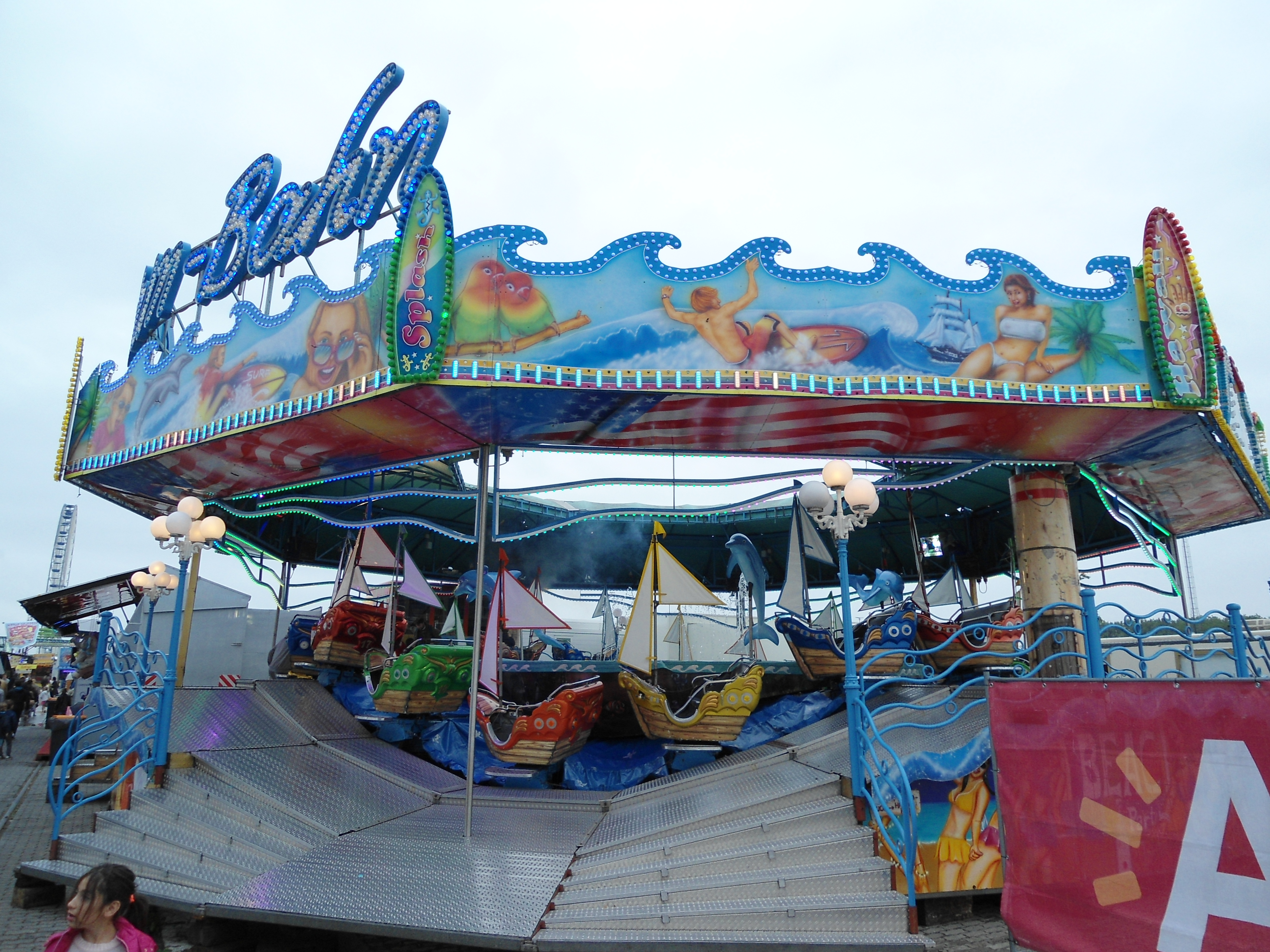
Een attractie op de Sinksenfoor in 2017.

De Sinksenfoor is een jaarlijks terugkerende kermis of foor in de Belgische stad Antwerpen. Sinds 2015 wordt de foor gehouden op het voormalige rangeerterrein Spoor Oost. 
Met ruim 150 attracties behoort de Sinksenfoor, samen met de kermissen van Brussel, Hasselt en Luik, tot de grote Belgische kermissen. De kermis wordt geopend met Pinksteren – traditioneel de eerste dag van de foor, en staat vijf weken opgesteld. Het woord sinksen is afgeleid van het middelnederlandse 'cinxen', afgeleid van het volkslatijn 'cinquagesima', 'vijftigdagenfeest' (vergelijk het oorspronkelijk oudgriekse 'pentecost'): op de vijftigste dag na Pasen wordt Pinksteren gevierd. In 2020 en 2021 werd geen Sinksenfoor gehouden vanwege de coronapandemie die in 2020 uitbrak.

## Geschiedenis
De Sinksenfoor is gegroeid uit de Antwerpse jaarmarkt, die sinds de 13de eeuw rond Pinksteren plaatsvond. Oorspronkelijk vond deze jaarmarkt plaats rond de Sint-Walburgiskerk, binnen de Burcht en op de Werf. Na de rechttrekking van de Schelde-oever, omstreeks 1875, tot in 1969 stond de kermis op De Leien. In dat jaar verhuisde ze wegens de verkeersdrukte naar de gedempte Zuiderdokken op Het Zuid. Naar aanleiding van de veertigste verjaardag van deze verhuizing in 2009 schreef radiopresentator en kermisliefhebber Michel Follet een boek over de Sinksenfoor. Een wat nieuwer onderdeel van de Sinksenfoor is Pink Friday, een dag speciaal voor en door holebi's. Dit is vergelijkbaar met de Roze Maandag in Nederland op de Tilburgse Kermis.
In 2013 kwam er een kort geding dat gestart werd door 6 bewoners van de gedempte Zuiderdokken. Zij klaagden dat de Sinksenfoor voor te veel geluidsoverlast zou zorgen en eisten dat deze naar een andere locatie werd verplaatst. Reeds vanaf de eerste dag dat dit in het nieuws kwam, reageerden echter duizenden mensen hier zeer fel op. Petities werden opgestart, Facebook-pagina's werden aangemaakt en op forums werd er heftig over gediscussieerd. Uiteindelijk werd overeengekomen om de Sinksenfoor in 2013 en 2014 toch door te laten gaan op de vertrouwde locatie. De nieuwe locatie sinds 2015 is het voormalige rangeerterrein Spoor Oost. De keuze van de stad Antwerpen voor Spoor Oost was aanvankelijk aanleiding voor protesten van de foorkramers, maar nadien werd hierover een akkoord bereikt. De nieuwe locatie botste echter ook op buurtprotest, en de bewonersvereniging Park Spoor Oost spande een juridische procedure aan tegen de inplanting van de Sinksenfoor op Spoor Oost. Een deel van het voormalige rangeerterrein in Borgerhout tegen de Buurtspoorweglaan aan werd het Park Spoor Oost.

## Trivia
- De Sinksenfoor speelt een rol in het Suske en Wiske-stripalbum De rinoramp. In dit album wordt een jongetje ontvoerd op de Sinksenfoor. Suske, Wiske en Lambik zien dit vanuit een draaimolen.